# Habronattus notialis
Habronattus notialis är en spindelart som beskrevs av Griswold 1987. Habronattus notialis ingår i släktet Habronattus och familjen hoppspindlar. Inga underarter finns listade i Catalogue of Life.